# Pol (matematică)

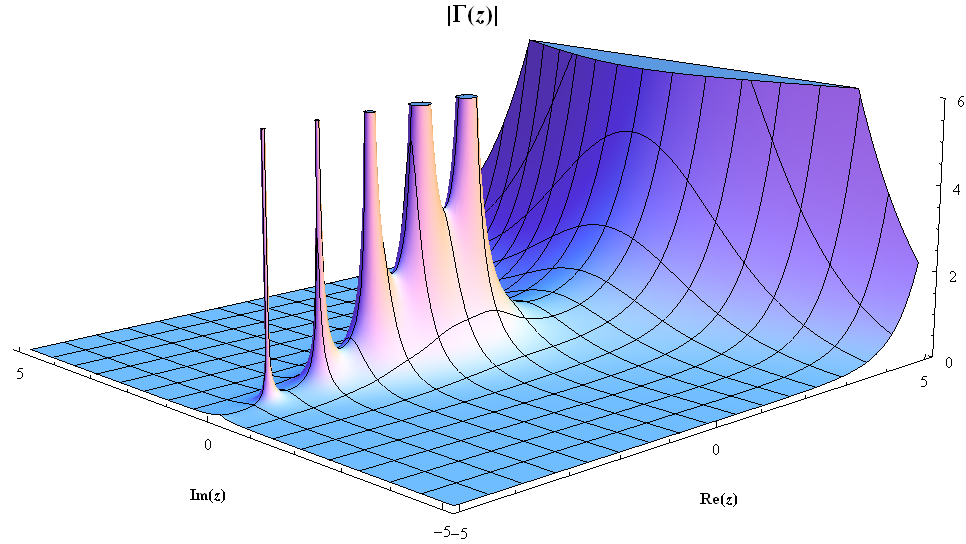
Valoarea absolută a funcției Gama. Aceasta arată că o funcție tinde la infinit în poli (stânga). În dreapta, funcția Gama nu are poli, ea doar crește rapid.

În analiza complexă, un pol al unei funcții olomorfe este un anumit tip de singularitate care se comportă ca și singularitatea 1/zn la z = 0. Aceasta înseamnă că, în particular, un pol al funcției f(z) este un punct z = a cu proprietatea că f(z) tinde uniform la infinit când z tinde la a.

## Definiție
Formal, se presupune că U este o submulțime deschisă a planului complex C, a este un element din U iar f : U − {a} → C este o funcție olomorfă. Dacă există o funcție olomorfă g : U → C și un întreg nenegativ n astfel încât
{\displaystyle f(z)={\frac {g(z)}{(z-a)^{n}}}}
pentru orice z din U − {a}, atunci a se numește pol al lui f. Cel mai mic număr n ce satisface condiția de mai sus se numește ordinul polului. Un pol de ordinul 1 este denumit și pol simplu. Un pol de ordinul 0 este o singularitate eliminabilă. 
De mai sus se pot deduce câteva caracterizări echivalente:
Dacă n este de ordinul polului a, atunci neapărat g(a) ≠ 0 pentru funcția g din expresia de mai sus. Deci se poate scrie
{\displaystyle f(z)={\frac {1}{h(z)}}}
pentru un h olomorfă pe o vecinătate a lui a. Deci informal se poate spune că polii apar ca reciproce ale zerourilor funcțiilor olomorfe.
De asemenea, olomorfia lui g, f poate fi exprimată ca:
{\displaystyle f(z)={\frac {a_{-n}}{(z-a)^{n}}}+\cdots +{\frac {a_{-1}}{(z-a)}}+\sum _{k\geq 0}a_{k}(z-a)^{k}.}
Aceasta este o serie Laurent cu parte principală finită. Funcția olomorfă ∑k≥0ak (z - a)k (pe U) se numește partea regulată a lui f. deci punctul a este un pol de ordinul n f dacă și numai dacă toți termenii dezvoltării în sumă Laurent a lui f în jurul lui a dincolo de gradul −n dispar, iar termenul de gradul −n este nenul.

## Observații
Dacă prima derivată a unei funcții f are un pol simplu în a, atunci a este un punct de ramificare al lui f. (reciproca nu este neapărat valabilă).
O singularitate neeliminabilă care nu este pol sau punct de ramificare se numește singularitate esențială.
O funcție olomorfă ale cărei singularități sunt toate poli se numește meromorfă.